# Privatbrauerei Zwettl Karl Schwarz

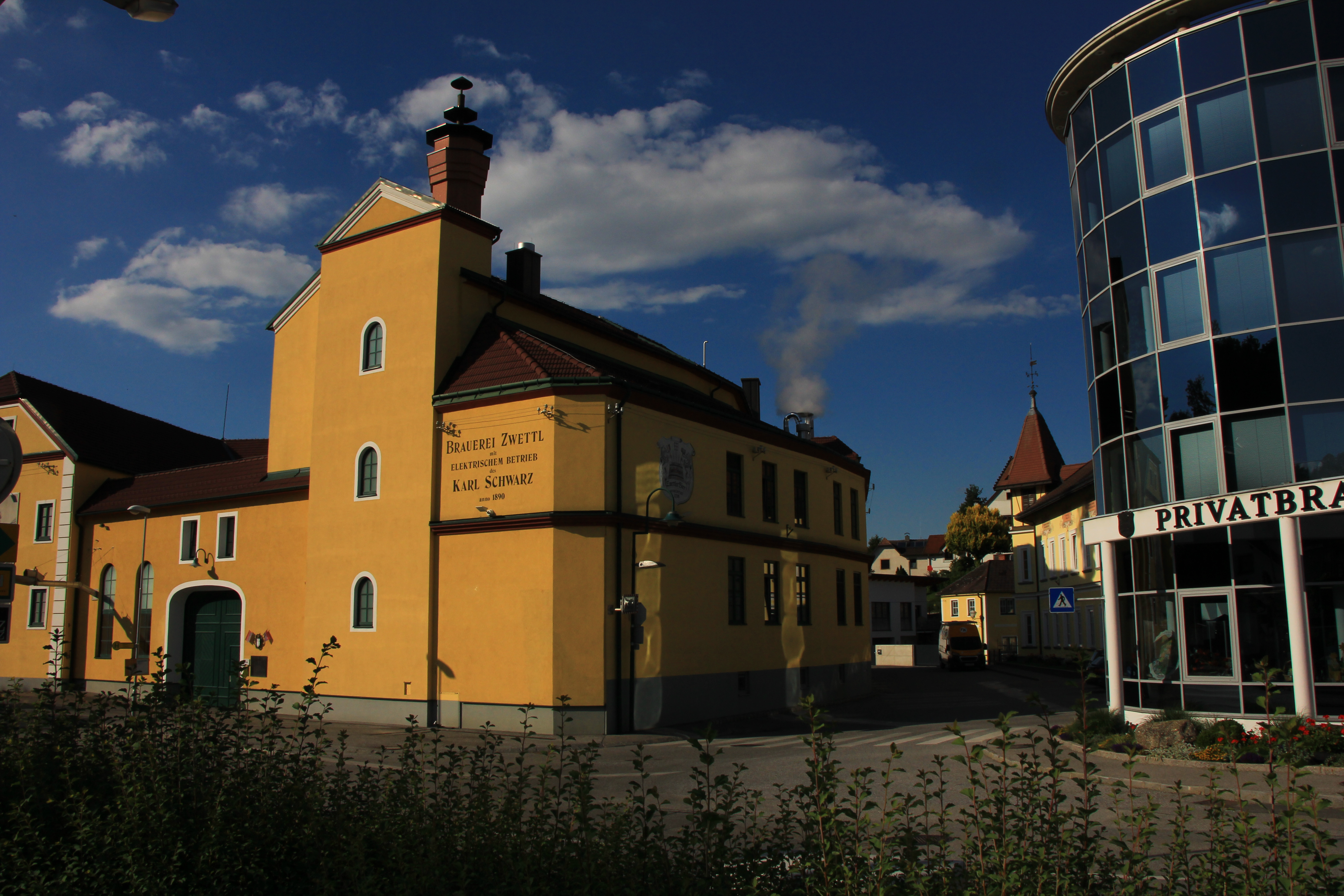
Braugebäude der Brauerei Zwettl

Im Jahr 1708 gegründet, wird die Privatbrauerei Zwettl seit fünf Generationen von der Familie Karl Schwarz geführt. Das Unternehmen in Zwettl im niederösterreichischen Waldviertel zählt heute zu den Leitbetrieben der Region und zu den erfolgreichsten Privatbrauereien Österreichs. Die Stadtgemeinde verlieh der Kuenringerstadt im Jahr 2000 den Titel Braustadt.

## Geschichte
Die Brauerei in Zwettl baut auf der Brauerei-Tradition des Zisterzienserstiftes Zwettl auf, die bereits auf den Beginn des 16. Jahrhunderts zurückgeht. Um 1600 findet man bereits einige Haus- und Genossenschaftsbrauereien in der Region. Die erste urkundliche Erwähnung der Brauerei unter „Preuer auf der Stiegen“ zu Siernau erfolgte im Jahr 1708.
1890 erwarb die Familie Schwarz die Brauerei, die sie heute in fünfter Generation betreibt. Bereits 1897 wurde das Unternehmen als eines der ersten der Region elektrifiziert und 1918 mit Kühlmaschinen ausgestattet. Auf die Existenz der Brauerei geht auch die Rekultivierung des Hopfens im Waldviertel zurück, den es um diese Zeit dort nicht mehr gab.
In große Schwierigkeiten geriet das Unternehmen in den 1930er Jahren, als durch die Wirtschaftslage der Bierausstoß unter 3000 Hektoliter fiel. Nur durch den hohen technologischen Standard war ein Überleben in der auch damals strukturschwachen Region möglich. Nach dem Zweiten Weltkrieg war die Produktion vor allem durch den Mangel an Rohstoffen, wie Hopfen oder Malz, geprägt. Erst nach der Besatzungszeit nahm die Produktion stetig zu. Karl Schwarz übernahm in vierter Generation das Unternehmen. Die 1960 in Betrieb genommene Abfüllanlage hatte eine Leistung von 500 Flaschen pro Stunde.
Seit 1984 wird das Zwickl und seit 1989 anlässlich des 100-Jahr-Jubiläums das Zwettler Original gebraut. Diese Biersorte wird ausschließlich aus Waldviertler Rohstoffen hergestellt. Im Jahr 1990 eröffnete die Brauerei das Hotel Restaurant Schwarz Alm. 2003 übernahm die Brauerei Zwettl die Bierwerkstatt Weitra von der ebenfalls traditionsreichen Braufamilie Pöpperl, mit der bereits seit 1999 eine Kooperation bestand.
Die Privatbrauerei Zwettl ist Mitglied der Interessensgemeinschaften „Die Freien Brauer“ sowie der heimischen Culturbrauer. 2021 gründete die Brauerei zusammen mit neun anderen Gründungsmitgliedern den „Verein der Unabhängigen Privatbrauereien Österreichs“.

## Unternehmen

### Produkte
Die Produktpalette umfasst zwölf Sorten:
| Biertyp                          | Alkoholgehalt | Stammwürze |
| -------------------------------- | ------------- | ---------- |
| Zwettler Original                | 5,1           | 11,9       |
| Zwettler Export Lager            | 5,0           | 11,8       |
| Zwettler Dunkles                 | 3,4           | 11,5       |
| Zwettler Kuenringer Festbock     | 6,8           | 16,2       |
| Zwettler Zwickl                  | 5,5           | 12,5       |
| Zwettler Radler Citrus naturtrüb | 2,0           | 4,7        |
| Zwettler Saphir Premium Pils     | 5,3           | 12,3       |
| Zwettler Pils Classic            | 4,9           | 11,5       |
| Zwettler Luftikus alkoholfrei    |               |            |
| aus der Bierwerkstatt Weitra:    |               |            |
| Hadmar, Bio-Bier*                | 5,2           | 12,5       |
| Weitra-Helles*                   | 5,0           | 11,8       |

* Diese beiden Biersorten werden in der Bierwerkstatt Weitra in Weitra ebenfalls im Waldviertel, die zum Unternehmen gehört, gebraut.
Im Handel sind die Biersorten in Einweg- und Mehrwegflaschen sowie in 20, 30 und 50-Liter-Fässern erhältlich. Nur ungefähr ein Prozent wird in Aluminiumdosen abgefüllt.

### Weitere Aktivitäten
Unter dem Motto Das Zwettler Brauerlebnis  werden mehrstündige Führungen durchgeführt. Aber auch Dämmerschoppen mit Filmvorführungen und Erklärungen über das Brauwesen werden zahlreich besucht.

### Auszeichnungen
- 2008 – Niederösterreichs Familienunternehmen des Jahres
- 2007 – 1. und 2. Platz „Beste Biere Österreichs“ im NEWS-Test 2007
- 2011 – Tourismuspreis des Landes Niederösterreich[3]